# Rhachidosoraceae
Rhachidosoraceae is een monotypische familie met zeven soorten middelgrote tot grote, terrestrische varens, afkomstig uit Oost- en Zuidoost-Azië.
De familie is in 2011 afgescheiden van de grotere familie Woodsiaceae.

## Naamgeving enetymologie
- Synoniem: Athyriaceae subfam. Rhachidosoroideae M.L.Wang & Y.T.Hsieh (2004)

De familie Rhachidosoraceae is vernoemd naar het geslacht Rhachidosorus.

## Kenmerken
Rhachidosoraceae zijn middelgrote tot grote varens. De plant heeft een dikke, liggende of rechtopstaande rizoom en een bladsteel die dicht bezet is met schubben. De bladen zijn
twee tot drievoudig geveerd, driehoekig tot ovaal.
De sporenhoopjes zitten aan de onderzijde van de bladen, parallel met de nerven, zijn lijn- tot sikkelvormig, en worden beschermd door een stevig, niervormig dekvliesje.

## Habitaten verspreiding
De familie omvat terrestrische varens van bossen op kalkrijke bodems uit Oost- en Zuidoost-Azië, van Japan tot Sumatra en de Filipijnen.

## Taxonomie
In de taxonomische beschrijving van Smith et al. (2006) werd het geslacht Rhachidosorus nog opgenomen in de grotere familie Woodsiaceae (wijfjesvarenfamilie).
Later onderzoek door Christenhusz et al. (2011) leidde er echter toe dat het geslacht van Woodsiaceae werd afgesplitst om een aparte familie te vormen. Deze familie wordt echter nog niet door alle botanici erkend.
De familie is monotypisch, ze omvat slechts één geslacht met zeven soorten:
- Familie: Rhachidosoraceae
  - Geslacht: Rhachidosorus
    - Soorten:
      - Rhachidosorus mesosorus (Makino) Ching (1964)
      - Rhachidosorus blotianus Ching (1964)
      - Rhachidosorus chrysocarpus (Alderw.) Ching (1964)
      - Rhachidosorus stramineus (Copel.) Ching (1964)
      - Rhachidosorus pulcher (Tagawa) Ching (1964)
      - Rhachidosorus consimilis Ching (1964)
      - Rhachidosorus truncatus Ching (1964)
      - Rhachidosorus subfragilis Ching (1964)

Rhachidosorus